# Yang Lian

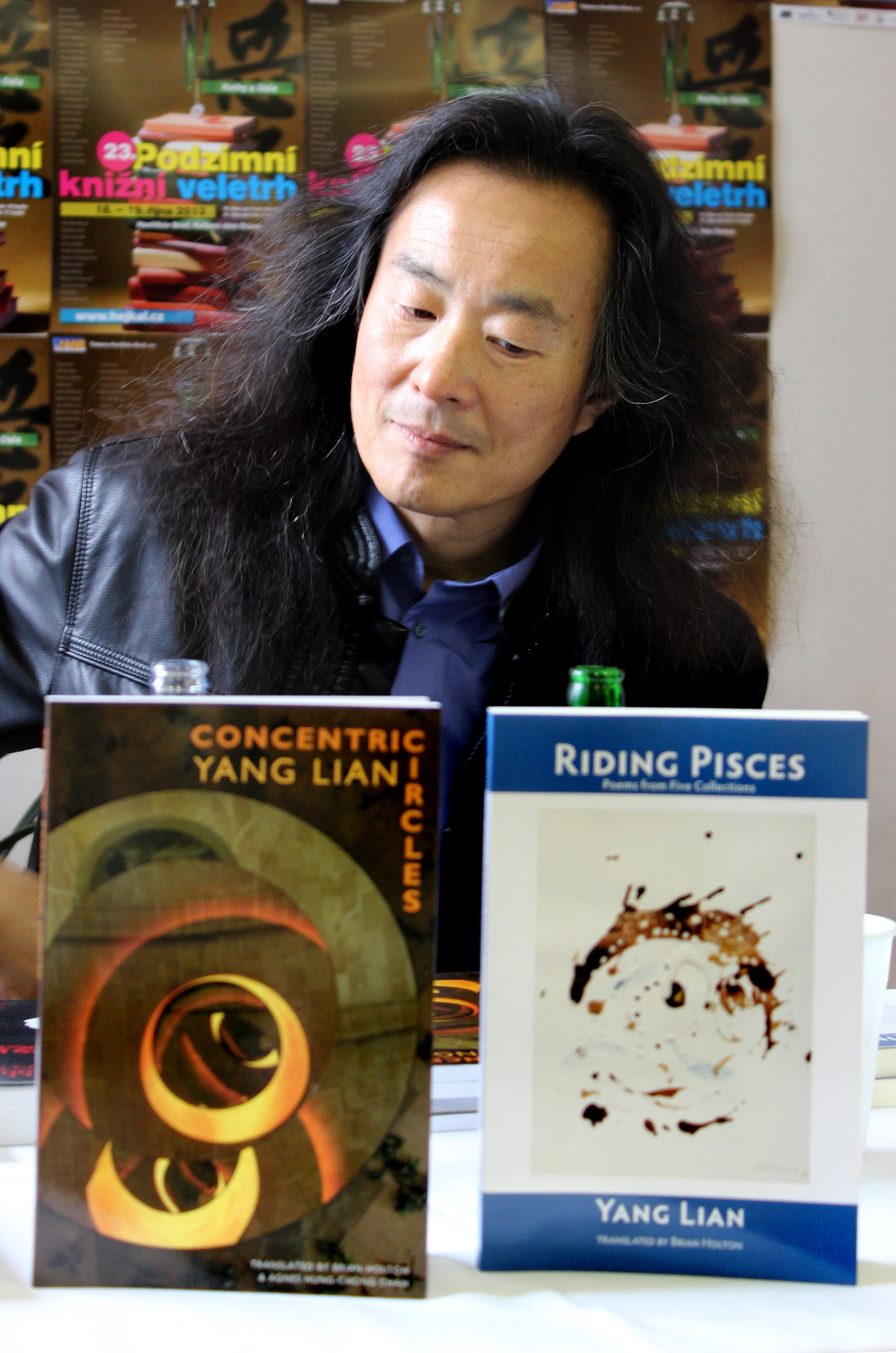
Yang Lian en el 2013.

Yang Lian (楊煉 Yáng Liàn; n. en Berna, Suiza en 1955) es un poeta chino incluido dentro del círculo de los "Poetas brumosos" u "oscuros" y también relacionado con la escuela "Buscando las raíces".

## Biografía
Aunque nació en Suiza, se crio en Pekín, donde acudió a la escuela primaria.
Su educación se vio interrumpida con el estallido de la Revolución cultural posterior a 1966. En 1974 fue enviado al condado de Changping cerca de Pekín, para pasar por un proceso de "reeducación por el trabajo", donde asumió toda una serie de tareas variadas, incluyendo cavar tumbas En 1977, después de que terminara la Revolución cultural y muriera Mao Tse-tung, Yang regresó a Pekín, donde trabajó con el servicio de radiodifusión estatal.

## Primeros años
Yang comenzó a escribir poesía china tradicional mientras trabajaba en el campo, a pesar de que este género de poesía se había prohibido oficialmente bajo el mandato de Mao Tse-tung. En 1979, se involucró en un grupo de poetas que escribían para la revista "Hoy" (Jintian), y su estilo de poesía se desarrolló hacia el modernismo anglosajón, un estilo experimental habitual dentro de ese grupo.
El grupo "Hoy" suscitó una gran controversia a principios de los años ochenta, y el término, inicialmente despectivo, de "Poetas brumosos" u "oscuros" se les aplicó en esa época. En 1983, el poema de Yang "Norlang" (el nombre de una cascada en el Tíbet) fue criticado como parte de una campaña de contaminación antiespiritual, y se emitió orden de arresto contra él. Consiguió escapar después de ser avisado por amigos; la campaña terminó poco tiempo después.

## Después de 1989
Yang comenzó a viajar a otros países a partir del año 1986, incluyendo visitas a Australia y Nueva Zelanda. Yang Lian estaba en Auckland, Nueva Zelanda, cuando estallaron las protestas de Tiananmén, y se implicó en protestas contra las acciones del gobierno chino. Su obra fue incluida en la lista negra en China poco después del 4 de junio de 1989, y dos libros de poesía pendientes de publicación fueron destruidos. Poco tiempo después, le quitaron la ciudadanía china. Pidió un nuevo pasaporte de manera que pudiera viajar al extranjero, pero las autoridades chinas no le dieron uno, y se le reconoció el estatuto de refugiado en Nueva Zelanda.
Desde entonces, Yang Lian ha desempeñado "fellowships" de escritores en Australia y Alemania,y ha viajado ampliamente. Aunque ha conservado la ciudadanía neozelandesa, vive en Londres desde 1993.
Junto con su compañero, otro "poeta de la niebla" Bei Dao, ha sido nominado repetidamente para el premio Nobel de literatura. Recibió el Premio Internacional Flaiano de Poesía en 1999, así como el Premio Internacional Nonino en 2012.
Desde 2005 es profesor en la European Graduate School de Saas-Fee, Suiza y director artístico de "Unique Mother Tongue", serie de acontecimientos internacionales de poesía y artes que se celebra periódicamente en Londres.

## Obras y colecciones
No es un escritor que esté traducido al español. A continuación, se enumeran varios libros con traducciones de sus obras al inglés:
- Where the Sea Stands Still ("Donde el mar se aquieta") -poemas traducidos por Brian Holton, Newcastle: Bloodaxe Books (1999)
- Non-Person Singular("No persona singular")  -poemas breves escogidos, traducidos por Brian Holton, Londres: WellSweep Press (1994)
- Concentric Circles ("Círculos concéntricos") -traducido por Brian Holton y Agnes Hung-Chong Chan, Tarset:Bloodaxe Books, (2005)
- Notes of a Blissful Ghost ("Notas de un fantasma dichoso") -traducido por Brian Holton, Hong Kong:Renditions Paperbacks(2002)
- Unreal City ("Ciudad irreal", 2006)
- Riding Pisces -poemas de Five Collections ("Cinco colecciones"), traducido por Brian Holton, Exeter:Shearsman (2008)
- Autores varios (2023).  Jarquín, Carlos Javier, ed. Canto planetario: hermandad en la Tierra. Costa Rica: HC Editores. ISBN 979-8850092115.

## Para saber más
- Chinese Writers on Writing featuring Yang Lian. Ed. Arthur Sze. (Trinity University Press, 2010).
- The Music of Ink at the British Museum, ed. Helen Wang. Saffron Books, London, 2012. The Music of Ink at the British Museum.